# Leucania distincta
Leucania distincta là một loài bướm đêm trong họ Noctuidae.